# Phil Meheux
Philip (Phil) Meheux (Sidcup (Kent), 17 september 1941) is een Brits cameraman, acteur en televisieregisseur.
Hij werkte veel samen met regisseur John Mackenzie en was een vriend en collega van regisseur Martin Campbell.

## Filmografie (selectie)
- 1981: Omen III: The Final Conflict
- 1987: The Fourth Protocol
- 1992: Ruby
- 1995: GoldenEye
- 1997: The Saint
- 1998: The Mask of Zorro
- 1999: Entrapment
- 1999: Bicentennial Man
- 2003: Beyond Borders
- 2004: Around the World in 80 Days
- 2005: The Legend of Zorro
- 2006: Casino Royale
- 2008: Beverly Hills Chihuahua (voorheen South of the Border)
- 2010: Edge of Darkness
- 2011: The Smurfs
- 2013: The Smurfs 2
- 2015: The SpongeBob Movie: Sponge Out of Water